# Go! Princess Pretty Cure
Go! Princess Pretty Cure (Go！プリンセスプリキュア Gō! Purinsesu Purikyua?) es la duodécima temporada del anime japonés Pretty Cure, creado por Izumi Todo y producida por Toei Animation. Se estrenó el 1 de febrero del 2015 para sustituir a Happiness Charge PreCure!, la undécima temporada de Pretty Cure. Esta serie es una historia alterna a las once temporadas anteriores de Pretty Cure.

## Argumento
Cuando era pequeña, una joven llamada Haruka Haruno se encontró con un extraño muchacho llamado Kanata, quien otorgándole una llave, le hizo prometer que nunca se daría por vencida de sus propios sueños. Unos años más tarde, Haruka, ahora a la edad de 13 años, asiste a la Academia Noble, un internado. Pero incluso ahora, ella apreciaba su sueño de convertirse en una princesa, como los de sus preciosos libros ilustrados. Un día, se encontró con dos criaturas de hadas provenientes del Reino Hope: Pafu y Aroma, que fueron seguidos por extraños monstruos. Las hadas le dijeron que aquellos monstruos llamados Zetsuborgs, fueron creados por una bruja que convierte los sueños a la desesperación y los bloquea de distancia, en la Puerta de la Desesperación. Junto a la presidenta del consejo estudiantil, Minami Kaido, y la famosa modelo, Kirara Amanogawa, se convierten en las legendarias Precure; Cure Flora, Cure Mermaid y Cure Twinkle; con el fin de recoger las doce Dress Up Keys para abrir la Puerta de los Sueños y proteger los sueños de la gente de la desesperación. Las tres comenzarán a luchar contra la Des Oscuridad liderada por la bruja Dyspear. Más tarde, la hija de esta, Twilight, les intenta atacar numerosas veces hasta que ellas descubren que en realidad es la princesa Daylight Towa, la hermana pequeña de Kanata, quien había sido controlada por la desesperanza. Cuando se logra liberar del control de Dyspear, Towa se transforma en una nueva Precure, Cure Scarlet. Las cuatro Precure lucharan juntas para proteger los sueños y las esperanzas de todos los que le rodean.

## Personajes

### Pretty Cure
Haruka Haruno (春野はる Haruno Haruka?)  / Cure Flora (キュアフロ Kyua Furora?)
Seiyū: Yū Shimamura
Haruka es la principal protagonista quien tiene 13 años y asiste a su primer año en la Academia Noble. Suele ser muy alegre y sonriente. Siempre ha admirado a las princesas de los cuentos y continua animando su sueño de "convertirse en una princesa". Después de conocer a Pafu y Aroma, Haruka se transforma en Cure Flora, la Princesa de las Flores cuyo color es el rosa. Sus frases gancho son ¡Demasiado maravilloso! (ステキすぎる! Suteki sugiru!) y ¡está en pleno florecimiento! (満開だよ! mankai dayo!!)
Minami Kaido ((海藤みな Kaidō Minami?)  / Cure Mermaid (キュアマーメイ Kyua Māmeido?)
Seiyū: Masumi Asano
Minami es una adolescente de 14 años de edad y estudiante de segundo año en la Academia Noble. Conocida como la "Princess Academy", es la presidenta del consejo estudiantil de la academia. Tiene un fuerte sentido de la responsabilidad, se preocupa de los demás como una amable hermana, pero algunas veces puede sentirse sola. Su sueño es convertirse en una persona respetada que pueda ser de utilidad para otros. Después de conocer a Pafu y Aroma, Minami se transforma en Cure Mermaid, la Princesa del Mar cuyo color es el azul. Su sueño cambia a convertirse en veterinaria marina.
Kirara Amanogawa (天ノ川きら Amanogawa Kirara?)  / Cure Twinkle (キュアトゥインク Kyua Tuinkuru?)
Seiyū: Hibiku Yamamura
También una adolescente de 13 años de edad (12 en el debut), Kirara es compañera de clase de primer año de Haruka en la Academia Noble, y una modelo de moda muy famosa. Siempre está ocupada cuando se trata de su trabajo y mayormente se la ve en las revistas y desfiles de moda en todo el público. Ella empuja hacia adelante su sueño de convertirse en una top model. Después de conocer a Pafu y Aroma, Kirara se transforma en Cure Twinkle, la Princesa de las Estrellas cuyo color es el amarillo. Opina que se debe tener la fuerza necesaria para perseguir los sueños.
Towa Akagi (紅城トワ Akagi Towa?)  / Twilight (トワイライト Towairaito?)  / Cure Scarlet (キュアスカーレット Kyua Sukāretto?)
Seiyū: Miyuki Sawashiro
Es también una adolescente de 13 años, princesa del Reino Hope y hermana del príncipe Kanata a quien le tiene una fuerte admiración. Cuando era pequeña, fue engañada y secuestrada por Dyspear en el Bosque de la Desesperación. Esto hizo que el Reino Hope cayera en la desesperanza, lo que permite que Dyspear reviva. Por el tiempo que pasó en el Bosque de la Desesperación, perdió todos sus recuerdos cayendo también en la desesperanza y convirtiéndose en Twilight. Sirviendo como segunda al mando de DysDark, Twilight era una chica despiadada y sin corazón que usaba Dress Up Keys oscuras para dar poder a los otros villanos, lo que les permite convocar Zetsuborgs más potentes. Ella finalmente se encontró con el cuarto perfume, que utiliza Dyspear con otra Llave Negra para transformar a Twilight en una princesa negra, llegando a perder la razón por completo. Sin embargo, gracias a los poderes de las Precure y de la melodía del violín de Kanata, se purifica y regresa a su forma original como Towa. En el episodio 22 se convierte en Cure Scarlet, la Princesa de las Llamas cuyo color es el rojo. Más adelante deberá de adaptarse a vivir como si fuese una plebeya.

### Mascotas y Aliados
Pafu (パフ Pafu?)
Seiyū: Nao Tōyama
Un hada rosada parecida a un caniche del Reino de la Esperanza que es la hermana menor de Aroma, ella y su hermano vinieron a buscar las Pretty Cures. Pafu sirve como la doncella del Reino de la Esperanza. Es despreocupada, mimada y habladora. También está a la moda y feliz de probar diferentes peinados y ropa. A medida que avanza la serie, ella se convierte en una sirvienta de pleno derecho después de proteger a una Towa enferma de Dys Dark. A menudo termina sus frases con "pafu". Su nombre deriva de las borlas para polvos que se utilizan para la aplicación de polvos faciales. Su forma humana se asemeja a una chica baja con cabello rosado que viste un vestido de sirvienta rosa. En el episodio final, regresa al Reino de la Esperanza junto con Kanata, Towa y Aroma.
Aroma (アロマ Aroma?)
Seiyū: Shiho Kokido
Un hada con forma de periquito morado del Reino de la Esperanza y hermano mayor de Pafu, sirve como mayordomo del Reino de la Esperanza. Es brillante, alegre, confiable y despreocupado. A pesar de que a veces regaña a las chicas en sus esfuerzos por ayudarlas a convertirse en verdaderas princesas, es cariñoso y afectuoso, especialmente con Pafu. Al igual que su hermana, se convierte en mayordomo de pleno derecho después de proteger a Towa enferma de Dys Dark. A menudo termina sus frases con "roma". Su nombre se deriva de aroma, que significa fragante. Su forma humana se asemeja a la de un adolescente con cabello morado que viste un traje de mayordomo. En el episodio final, regresa a Hope Kingdom junto con Kanata, Towa y Pafu.
Miss Shamour (ミスシャムル Misu Shamurū?)
Seiyū: Mayumi Shintani
Un hada parecida a un gato siamés del Reino de la Esperanza que emerge del Lesson Pad para enseñar a las Cures durante las Princess Lessons y actúa como su mentora. Tiene la capacidad de transformarse en una forma humana a voluntad, que se asemeja a una mujer con cabello negro recogido en dos coletas. Su nombre deriva de la gamuza, un tipo de material utilizado para fabricar bolsos de cuero.
Yui Nanase (七瀬 ゆい Nanase Yui?)
Seiyuu: Haruka Yoshimura
Compañera de cuarto de Haruka y amiga en la Academia Noble, quien sueña con convertirse en autora de libros para niños. En el episodio 10, descubre que Haruka y su grupo de amigas son Pretty Cures y las ayuda en todo lo que puede, uniéndose a su grupo y pasando gran parte de la serie como la principal aliada de las Pretty Cure. A menudo cuida de civiles durante los ataques de Dys Dark y en los episodios finales ayuda a sus amigas a recuperar la fe en sus sueños. En el epílogo, publica una historia basada en las experiencias de las Cures, contado la historia de sus amigas.

### Reino de la Esperanza
La familia de Towa, la familia Real encargada de cuidar de las Dress Up Keys de Dys Dark.
Príncipe Kanata (カナタ王子 Kanata Oji?) / Príncipe Hope Grand Kanata (プリンス・ホープ・グランド・カナタ Purinsu Hōpu Gurando Kanata?)
Seiyū: Shinnosuke Tachibana
Kanata es el príncipe heredero del Reino de la Esperanza y tiene un corazón gentil, amable y valiente. Cuando Dyspear atacó su tierra natal, confió los Perfumes Princess a Pafu y Aroma para buscar las Pretty Cures mientras él protegía las Dress Up Keys. Sin embargo, se vio obligado a enviar las Dress Up Keys a Yumegahama antes de huir al bosque cuando Dys Dark se apoderó del palacio y le dio la última Dress Up Key a una joven Haruka. Más tarde se revela que Towa es su hermana. En el episodio 21, detiene el ataque de Dyspear para permitir que los Cures y Towa regresen a la Tierra, pero se desconoce su destino. Se muestra que está vivo cuando los gatos encuentran su broche al final del episodio 33 y los Cures descubren que está en algún lugar de la Tierra. En el episodio 35, se revela que Nishikido lo encontró arrastrado a la playa después del ataque de Dyspear y que perdió sus poderes y recuerdos. En el episodio 39, recupera sus recuerdos de Hope Kingdom, pero sin darse cuenta provoca que Haruka tenga un colapso mental al decirle que no puede convertirse en princesa. En el episodio final, regresa a Hope Kingdom junto con Towa, Pafu y Aroma.
Rey del Reino de la Esperanza, Reina de la Esperanza (ホープキングダム王、ホープキングダム王妃 Hōpu Kingudamu Ou, Hōpu Kingudamu Ouhi?)
Seiyū: Tokuyoshi Kawashima (rey) y Yuri Amano (reina)
Los padres de Towa y Kanata y los gobernantes del Reino de la Esperanza, que quedaron atrapados dentro de la Puerta de la Desesperación cuando Dys Dark invadió su tierra natal. Tras la partida de Close, son liberados y se reencuentran con sus hijos.

### Pretty Cure Antiguas
Chieri (チエリ Chieri?) / Cure Flora (キュアフロ Kyua Furora?)
Seiyū: Saki Fujita
La predecesora de Haruka como Cure Flora.
Yura (ユラ Yura?) / Cure Mermaid (キュアマーメイ Kyua Māmeido?)
Seiyū: Satsuki Yukino
La predecesora de Minami como Cure Mermaid.
Sei (セイ Sei?) / Cure Twinkle (キュアトゥインク Kyua Tuinkuru?)
Seiyū: Kaori Shimizu
La predecesora de Kirara como Cure Twinkle.

### Dys Dark
Dys Dark (ディスダーク Disu Dāku?) son los principales antagonistas de la serie, cuyo objetivo es atrapar los sueños de las personas en la Puerta de la Desesperación y difundir la desesperación y el caos por todo el mundo. Después de apoderarse de Hope Kingdom, las fuerzas de Dys Dark son enviadas a Yumegahama para encontrar las llaves de vestir. Mientras Dyspear se recupera en el Bosque de la Desesperación, deja a Lock a cargo para que él y Shut puedan alimentar los medidores para captar la desesperación de la gente y acelerar su recuperación. Sin embargo, después del acto de traición y purificación de Lock, Dys Dark pierde el castillo de Hope Kingdom, y Dyspear revivido crea un nuevo palacio a partir de espinas. Dys es una ortografía alternativa abreviada de desesperación.
Dyspear (ヂスピア Disupiā?)
Seiyū: Yoshiko Sakakibara
La principal antagonista de la serie y la líder de Dys Dark, cuyo nombre deriva de la palabra "desesperación". Una hechicera despiadada y astuta nacida de la desesperación de personas cuyos sueños no se hicieron realidad, odia los sueños y pretende sembrar la desesperación y el caos por todo el mundo con el poder de Dress Up Keys. Ella volvió a despertar después de atraer a Towa al Bosque de la Desesperación prometiéndole hacer realidad su sueño de convertirse en una Gran Princesa, lo que provocó que Hope Kingdom cayera en la desesperación al volverla malvada. Dyspear borró los recuerdos de Towa y la manipuló para que se convirtiera en Twilight, la princesa de Dys Dark que creía que era su hija. Después de su batalla con Towa tras recordar quien es y en la que es derrotada, regresa al Bosque de la Desesperación para recuperarse y le da a Lock un indicador para que se llene con la energía de la desesperación y pueda regresar cuando recupere toda su fuerza. Close usa el indicador que Lock recopiló para revivirla y permitirle retomar su liderazgo. Después de que se restablece el Hope Kingdom, ella invade la Tierra y ataca a Noble Academy. Después de la derrota de Lock, Dyspear absorbe a Close para asumir su verdadera forma y domina fácilmente a las Cures, pero estos alcanzan la forma de Gran Princesa para purificarla y derrotarla, acabando por completo con ella.
Close (クロズ Kurozu?)
Seiyū: Mitsuaki Madono
El primer miembro de los Tres Mosqueteros de Dys Dark y el antagonista secundario de la serie. Un hombre de mal genio, estricto, directo y testarudo que hace caso omiso de los sentimientos de las personas. Lleva un candado alrededor del cuello y viste un traje morado que se asemeja al de un rockero punk. Atrapa los sueños de las personas diciendo: "¡Cierra tu sueño!" (クローズ・ユア・ドリーム！, ¡Kurozu Yua Dorīmu!). Después de fallar demasiadas veces, Dyspear le da a Close una última oportunidad para eliminar a las Pretty Cures. El las lleva a ellas y a Yui a su dimensión Jaula de la Desesperación y asume una forma monstruosa parecida a un cuervo para luchar contra ellas, abrumándolos hasta el borde de la desesperación. Pero con Yui dando esperanza a las Cures, derrotan a Close usando el Trinity Lumiere. Sin embargo, Close sobrevivió y regresó para reunir la energía de la desesperación de un Lock derrotado y usarla para revivir a Dyspear y crear un nuevo palacio para su grupo. Durante la batalla final, permite que Dyspear lo absorba para darle el poder de luchar contra las Cures. Sobrevive a la muerte de su líder y asume una nueva forma a través de sus poderes residuales para luchar contra Cure Flora. Sin embargo, es derrotado y se despide mientras comienza a comprender que los sueños y la desesperación coexisten.
Shut (シャット Shatto?)
Seiyū: Satoshi Hino
El segundo miembro de los Tres Mosqueteros de Dys Dark. Un hombre narcisista, pomposo y aristocrático que adora cualquier cosa tan bella como él y que también muestra admiración por Twilight. Viste un traje azul oscuro y un sombrero blanco con una rosa negra y una pluma azul como decoración. También sostiene una rosa negra en la mano. Atrapa los sueños de la gente diciendo: "¡Cierra tu sueño!" (シャット・ユア・ドリーム！, Shatto Yua Dorīmu!). Termina sus frases con "nomi". En el episodio 46, lucha contra las Pretty Cures por última vez después de su batalla anterior, asumiendo una forma monstruosa parecida a un lince para luchar antes de ser derrotado. Shamour le da el pañuelo antes de irse después de comprender el verdadero significado de la belleza. Durante la batalla final, ayuda a las Cures a luchar contra Close y Lock y confronta a Lock sobre su verdadero yo, permitiendo que las Cures lo purifiquen de vuelta a su forma real, Kuroro. Él, junto con los estudiantes de Noble Academy y Kuroro, ayudan a las Cures a luchar contra Dyspear. Tras la partida de Close, él y Lock comienzan una nueva vida en Yumegahama.
Lock (ロック Rokku?) / Kuroro (クロロ  Kuroro?)
Seiyū: Yuki Kaida
Un hada tímido parecido a un gato calicó del Reino de la Esperanza que es una de las Hadas Reales y a menudo termina sus oraciones con "roro". Como se reveló en el episodio 40, después de la caída de Hope Kingdom, Kuroro cayó en la desesperación y se transformó en el Lock después de que Dys Dark le lavaran el cerebro. Como Lock, es tranquilo e inteligente, y lleva una chaqueta con capucha con cara de demonio y alas que cubren sus ojos. A pesar de ser relajado y jugar videojuegos en su tiempo libre, Lock se convierte en el miembro principal de los Tres Mosqueteros de Dys Dark tomando la forma de un niño pequeño. Atrapa los sueños de la gente diciendo: "¡Cierra tu sueño!" (ロック・ユア・ドリーム!, Rokku Yua Dorīmu!). Más tarde, Dyspear debilitada se retira al Bosque de la Desesperación para recuperarse de su lucha contra Cure Scarlet y deja a Lock a cargo de Dys Dark, encargándole reunir energía de la desesperación para curarla. Pero Lock usa parte de la energía adquirida para asumir una forma adulta antes de robar las llaves de vestimenta de los Cures y revelar su intención de hacerse cargo de Dys Dark. Utiliza la energía de la desesperación reunida para convertir el palacio de Hope Kingdom en un Zetsuborg gigante. Las Pretty Cure recuperan sus llaves y luchan contra él, pero él se transforma en una forma de dragón gigante con forma de sapo para atacarlas. A pesar de esto, logran purificarlo con Eclat Espoir, y regresa a ser Kuroro mientras termina en coma. Al despertar más tarde, decide ayudar a las Cures para poder regresar a su tierra natal. Durante la batalla final, Close revive a Lock del interior de Kuroro y domina a los Cures con la desesperación de los estudiantes de Noble Academy. Después de ser liberados de la Jaula de la Desesperación, él se debilita y sufre bajo el control de Dyspear, lo que hace que Shut lo persuada de recordar su antiguo yo antes de que las Cures lo purifiquen. Kuroro vuelve a convertirse en Lock y ayuda a las Cures contra Dyspear. Tras la partida de Close, se convierte en un maestro de hadas mientras Lock y Shut comienzan una nueva vida en Yumegahama.
Stop y Freeze (ストプトフリス Sutopu to Furēsu?)
Seiyū: Shiori Izawa (Stop) y Miyako Itō (Freeze)
Generales gemelas de Dys Dark que sirven como asistentes de Close, creadas a partir de semillas que él plantó. Las dos parecen robots con rostros cubiertos por máscaras con orejas de animales: Stop tiene orejas de conejo y Freeze tiene orejas de ratón. Atrapan los sueños de las personas diciendo "¡Detente, congela tu sueño!" (ストップ、フリーズ・ユア・ドリーム！, Sutoppu, Furīzu Yua Dorīmu!). Durante la batalla final, asumen sus verdaderas formas de enredaderas para apoyar a Dyspear. Después de la destrucción de Dyspear, Stop and Freeze asumen la forma de serpientes con armadura para luchar contra Cure Flora antes de irse con Close.
Zetsuborg (ゼツボーグ Zetsubōgu?)
Seiyū: Takayuki Nakatsukasa
Los monstruos de la serie, que se asemejan a cerraduras y se crean cuando los generales atrapan los sueños de las personas dentro de la Puerta de la Desesperación y convierten su sueño en una pesadilla, que forma el núcleo del ser de Zetsuborg. Sus nombres son una combinación de "zetsubō" (絶望, "desesperación") y "cyborg". Cada uno de los generales usa sus propios nombres cuando atrapan el sueño de la víctima. Twilight puede usar los mechones de los generales para aumentar el poder de los Zetsuborgs; esta versión tiene un mechón rojo y un ojo de color violeta claro. Después de que Lock and Shut se emocionan, convocan a Zetsuborgs que tienen un candado con cuernos rojos, un ojo amarillo brillante y cuernos rojos. Usando un candado con forma de cuerno, los generales crean Zetsuborgs más poderosos para reunir energía de desesperación y restaurar la fuerza de Dyspear. Los Zetsuborgs que invocan las gemelas Stop & Freeze tienen dos candados unidos entre sí, cada uno con un ojo verde brillante. Los Zetsuborgs de Dyspear se llaman Metsuborgs (メツボルグ, Metsuborugu) y pueden crearse sin atrapar los sueños de las personas. Tienen un candado basado en su tocado. Cuando Zetsuborgs y Metsuborgs son derrotados, dicen Soñando (ドリーミング, Dorīmingu); si es derrotado por Cure Scarlet, dicen Burning (ーバーニング, Bāningu).

### Familiares de las Pretty Cure
Ibuki Haruno (春野 いぶき Haruno Ibuki?)
Seiyu: Yasunori Matsumoto
El padre de Haruka. Es panadero e impresionó a muchos de los amigos de Haruka con sus productos horneados durante su visita a la Academia Noble.
Moe Haruno (春野 もえ Haruno Moe?)
Seiyu: Yuko Gibu
La madre de Haruka, propietaria de una tienda de dulces tradicionales llamada Haruya.
Momoka Haruno (春野 ももか Haruno Momoka?)
Seiyu: Ayu Matsuura
La hermana menor de Haruka. Una estudiante de primer grado que actuó de manera descortés con la gente durante su visita a la escuela, pero que en realidad se portaba mal porque extrañaba a su hermana mayor.
Tsukasa Kaido (海藤 つかさ Kaidō Tsukasa?)
Seiyu: Hiroyuki Kinoshita
El padre de Minami y dueño de un balneario junto ansu esposa.
Masumi Kaido (海藤 ますみ Kaidō Masumi?)
Seiyu: Emi Shinohara
La madre de Minami y dueña de un balneario junto a su marido.
Wataru Kaido (海藤 わたる Kaidō Wataru?)
Seiyu: Kazuyuki Okitsu
El hermano mayor de Minami, propietario y administrador de un balneario. Es el heredero de la familia Kaido y se graduó de Noble Academy antes de que Minami se inscribiera. Sueña con interactuar con otros a través del mar.
Stella Amanogawa (天ノ川 ステラ Amanogawa Sutera?)
Seiyu: Sayaka Ohara
La madre de Kirara. Una supermodelo que inspiró a su hija a ser como ella.
Ken Tamakagahara (高天原 健 Tamakagahara Ken?)
El padre de Kirara. Un famoso actor de Hollywood que ha estado en varias películas. Solo es mencionado en la serie.

### Academia Noble
La Academia Noble es un internado con dormitorios al que asisten las Pretty Cure. Sus alumnos saludan a los demás diciendo "Gokigen'yō" (que tengas un buen día).
Yuuki Aihara (藍原 ゆうき Aihara Yūki?)
Seiyu: Atsushi Abe, Yūko Gibu (joven)
El compañero de clase de Haruka, que a menudo le hacia bullying a ella cuando estaban en el jardín de infantes. Más tarde se convierte en miembro del club de tenis y se reúne con Haruka, a quien constantemente sigue molestando. Tras se rescatado por Haruka como Cure Flora comienza a cambiar poco a poco.
Yume Mochizuki (望月 ゆめ Mochizuki Yume?)
Seiyu: Toshiko Sawada
La amable y educada directora de Noble Academy y ex autora infantil famosa. Escribió "La Princesa de las Flores", el libro que inspiró el sueño de Haruka.
Reiko Kisaragi (如月 れいこ Kisaragi Reiko?)
Seiyu: Risa Mizuno
La supervisora del dormitorio de la Academia Noble. Al principio le tenía miedo a los perros, lo que le provocó que no le agradara Pafu, pero se encariñó con ella cuando la protegió de un Zetsuborg. Su sueño es ser jueza.
Seira Azuma (東 せいら Azuma Seira?)
Seiyu: Yui Hashimoto
La vicepresidente del consejo estudiantil de Noble Academy, cuyo sueño es ser jugadora de béisbol.
Shuu Imagawa (今川 シュウ Imagawa Shū?)
Seiyu: Atsushi Tamaru
El segundo vicepresidente del consejo estudiantil de la Academia Noble y el líder del dormitorio de hombres.
Ayaka Nishimine (西峰 あやか Nishimine Ayaka?)
Seiyu: Ayano Niina
La secretaria del consejo estudiantil de la Academia Noble Academy, cuyo sueño es ser bailarina.
Naoto Koshiba (古芝 ナオト Koshiba Naoto?)
Seiyu: Taishi Murata
El segundo secretario del consejo estudiantil de la Academia Noble.
Riko Furuya (古屋 りこ Furuya Riko?)
Seiyu: Kana Ueda
Compañera de clase de Haruka y Yui, quien es la directora del club de teatro de la Academia Noble y sueña con convertirse en directora de cine.
Hanae Komori (小森 はなえ Komori Hanae?)
Seiyu:Haruka Chisuga
Compañera de clase de Haruka y miembro del club de arreglos florales de la Academia Noble.
Kenta Hirano (平野 ケンタ Hirano Kenta?)
Seiyu: Yūsuke Kobayashi
Compañero de clase de Haruka y Yui, quien interpretó a Romeo en el programa dramático.
Shirogane (白金 Shirogane?)
Seiyu: Keiko Aki
La jefa del dormitorio de mujeres y matrona de la Academia Noble. A menudo aparece de forma abrupta y en los momentos perfectos, realizando diversas tareas en la academia. Los rumores dicen que ella es más de una persona.
Sumire Zama (座間 すみれ Zama Sumire?)
Seiyu: Mari Yoko
Profesora de aula de Haruka en la Academia Noble.
Sayaka Kano (狩野 さやか Kanō Sayaka?), Mai Kurita (栗田 まい Kurita Mai?) y Noriko Komaki (小巻 のりこ Komaki Noriko?)
Seiyu: Nao Tōyama (Sayaka), Yui Hashimoto (Mai) & Haruka Yoshimura (Noriko)
El club de fans de Yuki Aihara, que siempre apoyan a Yuki en sus combates. Están celosas de Haruka cuando ella y Yuki interactúan entre sí.
Ranko Ichijou (伊集院 キミマロ Ijūin Kimimaro?)
Seiyu: Sayuri Yahagi
Una estrella en ciernes que sueña con convertirse en una estrella de televisión y rival ocasional de su colega idol Kirara. A pesar de su apariencia juvenil, Ranko está en tercer año en la Academia Noble.
Ranko Ichijo (一条らんこ Ichijō Ranko?)
Seiyu: Sayuri Yahagi
El prometido y amigo de la infancia de Minami. Al final de la historia, se inscribe en la Academia Noble.

### Otros
Baurollo Bauanne (ボロロ・ボワンヌ Bororo Bowan'nu?)
Seiyu: Takumi Yamazaki
Un famoso y algo excéntrico diseñador de moda.
Kyoko Tachi (舘 響子 Tachi Kyōko?)
Seiyu: Mayumi Sako
Presidenta de Kirara y directora de una agencia de modelos.
Nishikido (錦戸 Nishikido?)
Seiyu: Osamu Saka
El instructor de violín de Minami, que también trabaja como reparador de violines. Ha construido muchos violines y le regaló uno a Haruka.
Oikawa (オイカワ Okikawa?)
Seiyu: Hiroshi Naka
Un viejo mayordomo que le muestra a Aroma que lo importante para un mayordomo es considerar los sentimientos de su amo.
Tina (ティナ Tina?)
Seiyu: Satomi Kōrogi
Una delfín salvaje que salvó a Minami hace varios años. En el episodio 16, ella también la salvó del ataque de un Zetsuborg.
Asuka Kitakaze (北風 あすか Kitakaze Asuka?)
Seiyuu: Maaya Sakamoto
Una famosa bióloga marina y veterinaria.
Karin Akeboshi (明星 かりん Akeboshi Karin?)
Seiyu: Mayuki Makiguchi
Una modelo que se hace amiga de Kirara y se vuelve su asistente.

### Personajes Exclusivos de la Película
Princesa Pumpulu (パンプルル姫 Panpururu Hime?)
Seiyu: Kana Hanazawa
La princesa del reino calabaza, quien es secuestrada por Warp. Su muñeca eventualmente resulta ser Refri, la princesa del reino Night. Al final de la película las dos se vuelven amigas.
Warp (ウォープ U~ōpu?)
Seiyu: Junichi Suwabe
Antiguo miembro de Dys Dark, quien es el villano inicial de la película. El secuestra a la princesa Pumpulu y la encierra en una torre de vidrio. Es destruido a la mitad de la película.
Refi (レフィ Refi?)
Seiyu: Hinata Uegaki
La princesa del Reino Night, quien fue convertida en una muñeca por Night Pumpkin, siendo encontrada y cuidada por la princesa Pumpulu. Al final de la película las dos se vuelven amigas.
Night Pumpkin (ナイトパンプキン Naito Panpukin?)
Seiyu: Ryūsei Nakao
El villano real de la película, quien invadió el Night Kingdom, robando el Princess Miracle Light de Refi. Al final de la película es destruido por las Pretty Cure.
Rey Calabaza (王様 Ō-sama?)
Seiyu: Yuichi Nagashima
Rey del reino calabaza y padre de la princesa Pumpulu.
Reina Calabaza (お妃様 Okisaki-sama?)
Seiyu: Kaori Yamagata
Reina del reino calabaza y madre de la princesa Pumpulu.

### Personajes Exclusivos de Pretty Cure All Stars: Carnaval de primavera ♪
Odoren (オドレン Odoren?)
Seiyu: Atsuhiko Nakata
El villano principal de la película, quien planea apoderarse del reino de Harmonia con de su secuaz Utaen, robando los dispositivos de transformación de las Pretty Cures. Al final es derrotado y es convencido por Utaen en dejar atrás sus metas malvadas y convertirse los dos en conserjes del reino de Harmonia.
Utaen (ウタエン Utaen?)
Seiyu: Shingo Fujimori
El villano secundario de la película, quien planea apoderarse del reino de Harmonia ayudando a Odoren, robando los dispositivos de transformación de las Pretty Cures. El se amista con las Pretty Cures y ayuda en la derrota de Odoren. Al final convence a Odoren en dejar atrás sus metas malvadas y convertirse los dos en conserjes del reino de Harmonia.
Haruna (ハルナ Haruna?)
Seiyu: Haruna Iikubo
Una hada del reino Harmonia en forma de abeja.
Ayumi (アユミ Ayumi?)
Seiyu: Ayumi Ishida
Una hada del reino Harmonia en forma de gato.
Sakura (サクラ Sakura?)
Seiyu: Sakura Oda
Una hada del reino Harmonia en forma de búho.

## Objetos
- Perfume Princesa
- Llaves Vestir
- Tableta de Lecciones Princesa
- Vara de Cristal Princesa
- Palacio Princesa Musica
- Violín Escarlata